# Ctenucha ochroscapus
Ctenucha ochroscapus là một loài bướm đêm thuộc phân họ Arctiinae, họ Erebidae.